# Palais d'Ujjayanta
Le palais d'Ujjayanta est un ancien palais royal situé à Agartala, capitale de l'État indien du Tripura.
Actuellement lieu de réunion de l'Assemblée législative de Tripura, il est l'attraction touristique de la ville. Seuls les jardins peuvent se visiter.
Le palais de style Renaissance avec des éléments moghols – dit de style anglo-indien néo-classique – fut dessiné par l'architecte anglais Sir Alexander Martin et construit par la Martin and Burn Company entre 1899 et 1901 à la demande du maharaja Radha Kishore Manikya (en).
Le bâtiment avec ses trois dômes – dont le plus haut domine à 26 mètres –  couvre une superficie de 1 km². Il était autrefois au milieu d'un parc de 28 hectares.
Situé entre deux lacs, il est entouré de jardins de style moghol, ornés de deux temples dédiés à Umanneshwar et Jagannâtha, et de fontaines.